# 近藤真市
近藤 真市（こんどう しんいち、本名：近藤 真一（読み同じ）、1968年9月8日 - ）は、愛知県一宮市出身の元プロ野球選手（投手）、プロ野球コーチ、スカウト。現在は岐阜聖徳学園大学硬式野球部監督を務める。現役時代前半（1987年 - 1992年）は本名を登録名にしていた。
日本プロ野球 (NPB) 史上唯一の一軍公式戦初登板ノーヒットノーラン（昭和時代最後のノーヒットノーラン）達成者。
息子の近藤弘基も元プロ野球選手で、2020年から父と同じく球団職員に転じている。

## 経歴

### プロ入り前
1971年に父が他界。小学4年の時に野球を始める。一宮市立南部中学校卒業後、享栄高等学校で長谷部裕とバッテリーを組み、3年生だった1986年には春・夏連続で甲子園大会に出場。夏の甲子園では、1回戦の唐津西戦で近藤が1安打15奪三振で完封したものの、その後にベンチ入りメンバー2人（うち1人は控え投手）を含む部員5人が喫煙した不祥事により当該部員が登録抹消され、投手は近藤1人しかいない状態になった。それでも2回戦で優勝候補の一角と言われていた東海大甲府高校相手に1失点に抑えて勝利し（3回戦で高知商業高校に敗退）、プロ野球チームのスカウトから「精神力が強い」と注目された。球速140 km/h台中盤から後半の直球と大きく縦に割れるカーブ、さらに高校生離れした風貌と貫禄で10年に一人の逸材と注目を浴びる。同年のドラフト会議で、ヤクルトスワローズ・中日ドラゴンズ・日本ハムファイターズ・阪神タイガース・広島東洋カープの5球団が1位指名で競合し、抽選の結果、中日が交渉権を獲得した。なお、ヤクルトは西岡剛、日本ハムは西崎幸広、阪神は猪俣隆、広島は栗田聡をそれぞれ外れ1位として指名している。12月4日に契約金6,500万円・年俸400万円（金額は推定）で入団合意した。背番号は13。
同年のドラフト会議前は、KKコンビ（桑田真澄・清原和博）ら注目の指名候補を多数擁した前年のドラフト会議から一転して、高校生だけでなく大学生・社会人も含め、「今年は不作の年」という見立てが漂っていたことから、近藤は数少ない「金の卵」として注目され、NPB全12球団が近藤の1位指名を匂わせていた。中でも地元球団の中日は過去、槙原寛己（大府高校から読売ジャイアンツに入団）や工藤公康（名古屋電気高校から西武ライオンズに入団）といった地元出身の高校生スターを他球団に取られていたことから、「今度こそは」と近藤の獲得に強い熱意を入れており、将来的には近藤の3学年先輩である藤王康晴とともに、投打の中心的存在として活躍することを期待していた。

### プロ入り後
1987年8月9日、ナゴヤ球場で開催された対読売ジャイアンツ（巨人）戦で先発登板し、無安打無失点（四球2、失策1）に抑え、プロ野球史上初の快挙となる初登板ノーヒットノーランを達成した（プロ初勝利での達成としては外木場義郎に次いで2人目）。さらに、これが昭和最後のノーヒットノーランになった。3試合目の登板となった23日のナゴヤ球場の阪神戦でも1安打で完封勝利を挙げ、4試合（先発3）3勝0敗で8月の月間MVPを受賞。18歳11か月での月間MVPは史上最年少記録（当時）。9月30日にも読売戦で完封し（4安打）、強烈なインパクトを残したデビュー戦はもとより力のある直球とカーブを巧みにコントロールするマウンドさばきはファンの人気を博し、第38回NHK紅白歌合戦の審査員にも選ばれた。
1988年から高校先輩の藤王に代わって背番号を1に変更。東京ドーム元年の1988年は3月29日の対阪急ブレーブスオープン戦で初回6失点KOされるなど前年とは別人のような投球が見られるようになった。先発の柱としてオールスターゲームまでに7勝を挙げるが、この頃から肩肘の故障に悩まされ始め、オールスターゲーム後は1勝に終わり、勝利を挙げられなくなった。左肩を故障した当初は自覚症状が無く、練習を見ていたコーチに球速の低下を指摘されて初めて故障による身体の異変に気づいたという。高校時代から上半身の力に頼るフォームで肩肘に負担がかかると懸念されていたが、プロ入り後も下半身とのバランスの悪さはなかなか解消されず、何度かフォームを変えている。
1989年に左肩の手術を行った。
1990年に復活登板を果たすも、1991年オフに左肘のトミー・ジョン手術を行った。
1992年から高木守道が監督に就任すると、高木もかつて背負った背番号1を内野手の種田仁に譲り、13に戻した。
1994年に打者転向を提案され、恩師の星野仙一に相談の上、「誰にもできない記録を作ったんだ。投手近藤で終わるのがいい」との言葉を受け、現役を引退した。

### 現役引退後
1995年に中日の打撃投手兼スコアラーを務めた。
1996年からスカウトに転身。岩瀬仁紀などを入団に導いた。ちなみに、岩瀬は入団を機に、近藤が現役時代に着用した背番号13を受け継いでいる。
2001年にテレビ愛知ゲスト解説者を務めた。
2003年に一軍投手コーチとして現場に復帰。
2004年に二軍投手コーチへ異動したが、鈴木孝政と担当を入れ替える格好で、シーズン途中から一軍投手コーチに昇格した。一軍投手コーチとしては、長らくブルペンを担当。一軍ヘッドコーチの森繁和や、2012年に一軍でベンチ担当の投手コーチを務めた権藤博からは絶大の信頼を得ていた。
2013年には、退団した権藤の後任としてベンチを担当。シーズン当初は、今中慎二がブルペンを担当していた。しかし、チームが不振に陥ったことから、6月12日の対埼玉西武ライオンズ戦から今中と担当を交代した。
2014年以降も、中日で一軍投手コーチのブルペンを担当。
2016年1月6日に腰のヘルニアを除去する手術を受けたため、コーチ登録を続けながら長期の休養に入っていた。このため、同年の春季キャンプでは、二軍投手コーチの大塚晶文が一軍を指導。さらに、前年に現役を引退したばかりの朝倉健太が、編成担当との兼務扱いで二軍投手コーチに就任した。2月23日に現場復帰。復帰後は一軍投手コーチのベンチを担当する。2016年は2ケタ勝利を挙げた投手、規定投球回に到達した投手は共になし、中日にとって2リーグ制以降、初めての記録となった。
2018年も1軍投手コーチを務めたがチーム防御率4.36はリーグワースト、同年限りで退任し、「責任を取らないといけないと自分の中で十分に感じていた」と謝罪、「若い選手を使いながらとやってきたが、中々上手くいかなかった」と振り返った。
2019年以降も、再びスカウトとして中日球団へ在籍。同年は関東地区の大学生と東海地区を担当。
2020年からは東海地区を担当している。担当した選手は石川昂弥、岡林勇希、髙橋宏斗。近藤は「自分で言っちゃいけないですけど、結構、スカウト運というのがあるんですよ。岩瀬もそうだし、たまたま僕がその時にスカウトをやっていたという運がね」と述べ、髙橋の父とは同い年で長久手高校で野球をやっていて（高校3年の夏に）5回戦で対戦している。ちなみに、弘基も2019年限りで現役を引退した後に、真市と同じく球団職員（二軍マネジャー）へ転身している。実の親子が同じ時期に同じ球団のスタッフを務めることは、NPBでは異例である。
2021年末に、選手・スタッフとして入団から35年間在籍した中日を退団。
2022年2月7日、岐阜聖徳学園大学硬式野球部の監督に就任することが発表された。就任は3日付。

## プロ入り初登板ノーヒットノーラン
※特記無い場合のこの節の出典は「ベースボールマガジン」2011年11月号19-20ページとする。
近藤は一軍初登板となった1987年8月9日のナゴヤ球場での対読売ジャイアンツ戦において、日本プロ野球史上初の「プロ入り初登板ノーヒットノーラン」の快挙を達成する。
近藤が先発登板した背景には、巨人戦に執念を見せる中日監督の星野仙一が前日（8日）までに投手を使い過ぎ、9日に先発させる予定だった江本晃一まで登板させてしまい、投げる投手がいなくなったと困り果てた投手コーチの池田英俊に対し、星野が「若いヤツ（近藤）がおるやろ」と、7日に一軍登録されたばかりの近藤の登板を決めたという。
近藤が首脳陣から先発を告げられたのは試合開始直前、練習の終わった16時のことで、それまではチームメイトから冗談で「先発もあるかも」と言われて、近藤も「まさか」と答えていたが、本当に先発を告げられて「ハイ」と答えたという。既に近藤の先発を決めていた星野は球場に着くなり「今日は（近藤）真一だったりしてな」と冗談気味に記者に言っているが、これを受けて対戦相手の巨人監督の王貞治は「いくら星野でもそこまでは出来ないだろう」と答えたのを聞いた星野は「しめしめ」と思ったという。
18時20分、試合開始。先頭打者・駒田徳広への初球は144キロのボール球となったが、それを駒田がファールにしたことで「緊張が取れた」ためか、カーブと速球で駒田を三球三振に仕留めている。1回裏、中日は巨人先発の宮本和知からゲーリーの適時打と落合博満の2ラン本塁打により3点を先制。3回表、前日本塁打を打っていた山倉和博に、この日巨人初めての出塁となる四球を出すが崩れずに抑えている。
5回終了時にチームメイトの石井昭男に「今日はヒット打たれてない」と言われて「やってやろう」と覚悟を決めたという。石井は近藤の向こう気が強い性格を知っていたから、あえて近藤に言った。7回表、仁村徹の失策から一死一塁で四番原辰徳を迎えてこの試合最大のピンチとなったが、カウント1ストライク2ボールからキャッチャーのストレートの要求に、近藤は3度首を振りストレートを投げ、その後、原を空振り三振に仕留めている。
9回表、二人をいずれも三塁ゴロに打ち取って二死にしたところで、この日30人目の打者となる篠塚利夫を迎える。2ストライク1ボールから内角いっぱいのカーブが決まり、見逃し三振に抑えて試合終了。思わずガッツポーズが出たと近藤は述べている。スコアは6対0、試合時間、2時間33分だった。
この試合を、近藤の母親がナゴヤ球場で観戦しているが、近藤の母親は、試合当日に放送されたCBCのサンデードラゴンズ内で久野誠が「先発がいないから近藤もあるかも」と言ったのを観て息子が登板するものと思い込み、急遽関係者に試合のチケットの手配を頼んだ。試合当日の巨人戦のチケットの入手は困難といわれていたが、偶然総合コーチの木俣達彦のチケットがキャンセルになった事から、球場での観戦が実現したものである。
近藤は「あれ（ノーヒットノーラン）がなければもう少し投げられたのでは」とよく言われると述べ、「でもあれがあるから覚えていて貰える」と答えている。この試合前のキャッチボールでは「体がぐーっと引っ張られた。誰かが引っ張っている感じ」になり「それが理想の『タメ』になった」と答え、「あの感覚を探し続けた野球人生だった」と述べている。また、星野は後年「本当は、（巨人の打者が）鋭い打球を飛ばす度に、『これからの野球人生のために打たれろ』と思いながら見ていた」と語っている。
なお、同じ左腕投手で近藤より3年前に入団し、後に最年長でノーヒットノーランを達成する山本昌は、当時は一向に芽が出ていなかったため、近藤の快挙をテレビで見届けた後に「これでクビになるだろう」と思い込み、悔しさともどかしさでその夜は一睡も出来なかったと語っている。
|      | 1 | 2 | 3 | 4 | 5 | 6 | 7 | 8 | 9 | R | H | E |
| ---- | - | - | - | - | - | - | - | - | - | - | - | - |
| 巨人 | 0 | 0 | 0 | 0 | 0 | 0 | 0 | 0 | 0 | 0 | 0 | 0 |
| 中日 | 3 | 0 | 0 | 0 | 3 | 0 | 0 | 0 | X | 6 | 8 | 1 |

1. （巨）：宮本、岡本光、広田 - 山倉
2. （中）：近藤 - 大石

## 詳細情報

### 年度別投手成績
| 年 度     | 球 団     | 登 板 | 先 発 | 完 投 | 完 封 | 無 四 球 | 勝 利 | 敗 戦 | セ 丨 ブ | ホ 丨 ル ド | 勝 率 | 打 者 | 投 球 回 | 被 安 打 | 被 本 塁 打 | 与 四 球 | 敬 遠 | 与 死 球 | 奪 三 振 | 暴 投 | ボ 丨 ク | 失 点 | 自 責 点 | 防 御 率 | W H I P |
| --------- | --------- | ----- | ----- | ----- | ----- | -------- | ----- | ----- | -------- | ----------- | ----- | ----- | -------- | -------- | ----------- | -------- | ----- | -------- | -------- | ----- | -------- | ----- | -------- | -------- | ------- |
| 1987      | 中日      | 11    | 10    | 3     | 3     | 0        | 4     | 5     | 0        | --          | .444  | 246   | 58.2     | 47       | 4           | 27       | 1     | 1        | 44       | 1     | 0        | 33    | 29       | 4.45     | 1.26    |
| 1988      | 中日      | 24    | 17    | 4     | 1     | 0        | 8     | 7     | 0        | --          | .533  | 468   | 110.0    | 90       | 9           | 46       | 2     | 7        | 77       | 4     | 1        | 53    | 42       | 3.44     | 1.24    |
| 1990      | 中日      | 6     | 5     | 2     | 0     | 0        | 0     | 4     | 0        | --          | .000  | 141   | 34.0     | 32       | 3           | 9        | 3     | 0        | 23       | 3     | 0        | 15    | 13       | 3.44     | 1.21    |
| 1991      | 中日      | 4     | 0     | 0     | 0     | 0        | 0     | 1     | 0        | --          | .000  | 25    | 5.1      | 4        | 1           | 6        | 1     | 0        | 4        | 0     | 0        | 6     | 6        | 10.13    | 1.88    |
| 1992      | 中日      | 6     | 1     | 0     | 0     | 0        | 0     | 0     | 0        | --          | ----  | 34    | 7.0      | 11       | 2           | 2        | 0     | 1        | 8        | 0     | 0        | 4     | 4        | 5.14     | 1.86    |
| 1993      | 中日      | 1     | 0     | 0     | 0     | 0        | 0     | 0     | 0        | --          | ----  | 9     | 2.0      | 3        | 0           | 0        | 0     | 0        | 1        | 0     | 0        | 0     | 0        | 0.00     | 1.50    |
| 通算：6年 | 通算：6年 | 52    | 33    | 9     | 4     | 0        | 12    | 17    | 0        | --          | .414  | 923   | 217.0    | 187      | 19          | 90       | 7     | 9        | 157      | 8     | 1        | 111   | 94       | 3.90     | 1.28    |

### 表彰
- 月間MVP：1回 （1987年8月）

### 記録
- 初登板・初先発・初勝利・初完投・初完封：1987年8月9日、対読売ジャイアンツ19回戦（ナゴヤ球場） ※史上56人目のノーヒットノーラン（初登板での記録は史上初）
- 初奪三振：同上、1回表に駒田徳広から

### 背番号
- 13 （1987年、1992年 - 1994年）
- 1 （1988年 - 1991年）
- 125 （1995年） ※打撃投手
- 76 （2003年 - 2018年）

### 登録名
- 近藤 真一 （こんどう しんいち、1987年 - 1992年）
- 近藤 真市 （こんどう しんいち、1993年 - 1994年・2003年 - 2018年）

## 関連情報

### 出演番組
- 第38回NHK紅白歌合戦（NHK総合・ラジオ第1、1987年12月31日） - 審査員